# Calandra (veicoli)

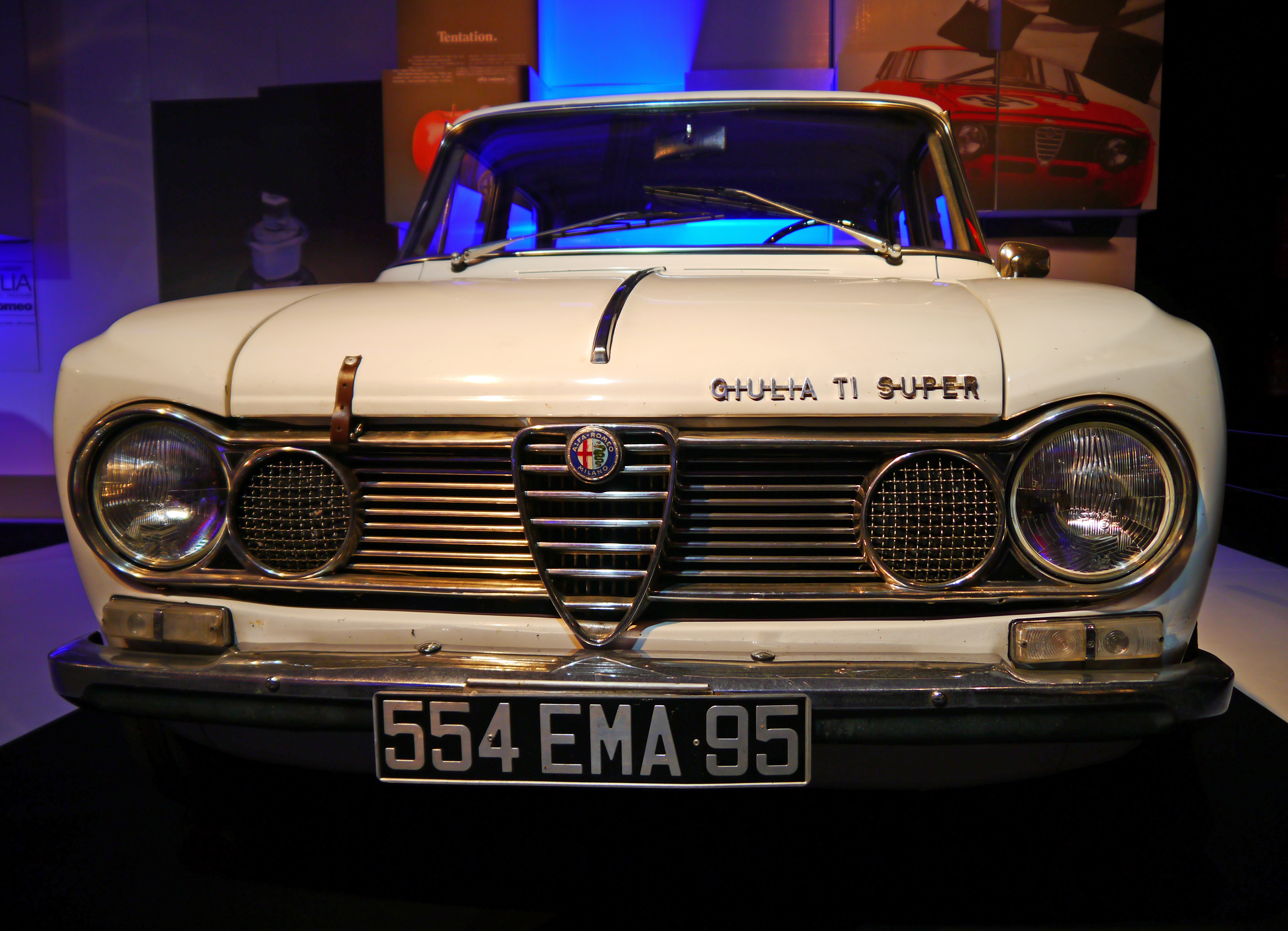
La calandra di una "Giulia Quadrifoglio" del 1963; notare lo scudetto Alfa, la griglia laterale e i fari che formano la calandra

La calandra è la prosecuzione verticale del cofano anteriore di un veicolo, generalmente composto dalla mascherina (con trama a forma di griglia, grata, alveare, altro), spesso contornata da una cornice (a volte cromata), che copre il radiatore, dai dispositivi di illuminazione e dalla sezione frontale di carrozzeria che li comprende, fungendo anche da carenatura del motore. La calandra poggia tipicamente sul paraurto anteriore della quale è la prosecuzione.

## Storia
Nella prima metà del XX secolo, il termine "calandra" identificava esclusivamente la cornice grigliata posta a protezione del radiatore, e conseguì il moderno significato in virtù dell'evoluzione tecnica delle carrozzerie automobilistiche che, a partire dagli anni cinquanta, generalmente comprendono i dispositivi di illuminazione e la maschera del radiatore delle carenature frontali di motore e parafanghi in un'unica superficie. Nella calandra è incastonato lo scudetto del marchio e la targa.

## Attualità
Nel tempo la calandra è divenuta un assieme complesso, sempre più sagomato e dotato di componenti elettronici: dietro la parte visibile (nei modelli di versione superiore speso con inserti verniciati e/o cromati) vi sono gli strati di sicurezza passiva (protezione agli urti con deformazione programmata). Attualmente nella calandra e, quando esistente, nella sua prosecuzione inferiore (paraurto) sono montati: sensori di parcheggio e/o di collisione, videocamere, fari antinebbia, altri dispositivi.

## Significati extra-automobilistici
In campo nautico, il termine calandra viene utilizzato per definire la protezione esterna del motore fuoribordo.